# Afromysis
Afromysis (лат.) — род ракообразных семейства Mysidae из отряда Мизиды.

## Описание
Представители рода отличаются от других мизид следующими признаками: дистальный сегмент эндоподита максиллы сильно расширен дистально, на дистальном крае, помимо щетинок, вооружен шипами. Антенны с ланцетовидными чешуйками, по всему периметру щетинистые. Плеоподы самцов двуветвистые, 1-я пара с многочлениковым экзоподом и неразделённым эндоподом, 2-5-я пары с многочлениковыми экзоподом и эндоподом; экзопод 4-го плеопода удлинён с видоизмененными щетинками. Первый переопод (ходильная нога) имеет хорошо развитый экзопод (внешняя ветвь), карпопроподы эндопода (внутренняя ветвь) с 3-й по 8-ю ветвь переопод делится на подсегменты, и на эндоподе уропод (задних придатках) есть статоцисты.

## Классификация
Род Afromysis был впервые выделен в 1916 году и включает представителей, обитающих на прибрежных глубинах и литорали, с длиной тела от 5 до 13 мм.
- Afromysis bainbridgei O. Tattersall, 1957 — побережье западной Африки, 8N — 4N (длина тела около 6 мм)[6][7]
- Afromysis dentisinus Pillai, 1957
- Afromysis guinensis Bacescu, 1968 — литораль (0,5 м), Гвинейский залив, Африка[8]
- Afromysis hansoni Zimmer, 1916 — побережье юго-западной Африки, 2S — 23S (длина 13 мм)[6]
- Afromysis kensleyi Wooldridge & Victor, 2005 — побережье Омана[9]
- Afromysis macropsis W. Tattersall, 1922 — литораль, побережье Индии, 21N[6]
- Afromysis ornata O. Tattersall, 1957 — литораль, побережье Сьерра-Леоне, 8N, Африка[6]